# Correspondant express
Correspondant Express (Foreign Exchange) est une série télévisée fantastique australienne créée par John Rapsey, en 26 épisodes de 24 minutes, diffusée entre le 5 novembre et le 27 décembre 2004 sur Nine Network.
En France, la série a été diffusée en 2004 sur Disney Channel et rediffusée en 2005 sur NT1.

## Synopsis
Un jeune homme de 15 ans, du nom de Brett Miller, vit à Perth et trouve, un jour, dans sa chambre un passage menant à l'autre bout de la planète, à Galway, en Irlande. Il se retrouve ainsi dans une école, au Collège O'Keefe où il rencontre une jeune fille irlandaise de 14 ans, Hannah O'Flaherty. Tous deux promettent de garder le secret du passage mais leurs proches se posent des questions...

## Fiche technique
- Titre français : Correspondant express
- Titre original : Foreign Exchange
- Réalisation : John Rapsey, Declan Eames, James Bogle[1]
- Production : Noel Price, Hermann Florin, Gerry McColgan, Susie Campbell
- Producteurs exécutifs : Mary Callery, Ralph Christians, Jo Hursburgh
- Montage : Meredith Watson Jeffrey, Lawrence Silvestrin
- Décors : Owen Power, Lawrie Cullen Tait
- Costumes : Gaby Froese, Noel Howell
- Musique : Braedy Neal, Spike Audio
- Musique du générique : John Connelly, Phillip O'reilly
- Photographie : Kim Batterham, ACS
- Scénario : Annie Fox, Linda O’Sullivan, Mark B. Hodkinson, Noel Price
- Durée : 26 × 24 minutes
- Sociétés de production : Magma Films, The Irish Film Board, RTÉ, Screenwest, Southern Star
- Format : couleur

## Distribution
- Lynn Styles : Hannah O'Flaherty
- Zachary Garred : Brett Miller
- Isobel Greene : Bernadette C.
- Kristy Hillhouse : Jackie Miller-Payne (la mère de Brett, belle-mère de Wayne et Meredith)
- Gregory McNeill : Craig Payne (le beau-père de Brett, père de Wayne et Meredith)
- Chelsea Jones : Meredith Payne (la demi-sœur de Brett et petite sœur de Wayne)
- Joel Turner (en) : Wayne Payne (le demi-frère de Brett et grand frère de Meredith)
- Danielle Fox-Clarke : Tara Keegan
- Dan Colley : Martin Staunton
- Barbara Griffin : Miss Eilish Murphy (la directrice du Collège O'Keefe)
- Robert Sheehan : Cormac McNamara
- Peter Dineen : Seamus McCracken (le concierge du Collège O'Keefe et patron de Brett)

## Épisodes
1. Le Passage (The Portal) : Brett, jeune Australien de quinze ans, découvre par hasard un passage secret dans la cave de sa maison alors qu'il aidait ses parents à descendre des cartons. Il se retrouve alors en Irlande et y rencontre Hannah mais un intrus rôde...
2. Alerte aux requins (Shark Alarm) : Hannah réussit à traverser le passage pour visiter l'Australie. Brett doit justifier la présence de la jeune fille dans sa chambre à sept heures du matin et prétend qu'elle cherche une planche pour la compétition de surf. Hannah se retrouve contrainte à participer à la compétition alors qu'elle n'a jamais fait de surf de sa vie...
3. La Revanche du porridge (Pride And Porridge) : Brett retourne en Irlande pour échapper à Wayne mais la directrice du collège le découvre. Hannah le fait alors passer pour un étudiant étranger venu en Irlande pour faire un stage. Il doit alors devenir l'assistant du concierge...
4. Le Magnétisme des roches (Magnetic Attraction) : Avec l'aide de Cormac, Hannah tente de savoir de quoi est composée la clé du passage ; pendant ce temps Brett ne peut plus ouvrir le passage et doit faire le ménage sur la plage...
5. Un père haut en couleur (Father's Day) : Hannah a besoin de l'autorisation de son père pour aller faire du bateau avec la famille de Brett, ils partent donc à la recherche d'un père de substitution mais les choses se compliquent quand le vrai père de Hannah arrive au collège...
6. Un week-end de cauchemar (Home Alone) : Hannah se retrouve seule pour le week-end au collège, elle décide donc d'en profiter pour aller en Australie mais le système de sécurité mis au point par Cormac agit sur le passage...
7. Le Détecteur de mensonges (Lie Low) : Hannah rate une interrogation écrite alors qu'elle est en Australie. N'ayant aucune excuse à donner à Mlle Murphy, elle doit donc rattraper l'interrogation et convainc Cormac de l'aider à créer un détecteur de mensonges. Lorsque Brett doit répondre aux questions de Mlle Murphy, leur secret est sur le point d'être dévoilé...
8. Sans retour (No Return) : La clé du passage a disparu et Hannah se retrouve bloquée en Australie alors qu'elle doit voir un film avec sa classe. Brett et Hannah tentent donc de récupérer la clé que Meredith a apportée au musée...
9. La Photo maudite (Photo Opportunity) : Meredith participe à un concours de carte pour la St Valentin et prend Hannah et Brett en photo alors qu'ils se disputent. La photo tombe entre les mains de Tara, si bien que Hannah et Brett sont obligés de faire croire qu'ils sont ensemble. Lorsque Mlle Murphy trouve à son tour la photo, ils risquent tous les deux l'exclusion...
10. La Fête du collège (A Load Of Old Bull) : La fête annuelle du collège O'Keefe a lieu et tout le monde doit s'y préparer. Malheureusement, tout se passe mal : Hannah rate ses choux à la crème et part en Australie pour les faire, Brett laisse s'échapper le taureau qui doit être vendu aux enchères et la robe de Tara est ruinée...
11. Mauvaise chute (Knockout) : Brett se retrouve à l'hôpital à la suite d'une mauvaise chute, le médecin cherche à contacter ses parents qui se trouvent en Australie. C'est une grande journée de corvée chez Brett, Hannah le remplace. Hannah et Cormac doivent trouver un moyen de faire sortir Brett de l'hôpital.
12. La Saint Patrick (The Burglar) : Pendant la préparation de la fête de la Saint Patrick, un cambrioleur traverse le passage avec des objets provenant du collège O'Keefe. Brett est accusé du vol. Hannah et Brett doivent tout remettre en place..
13. École à vendre (Another Fine Mess) : Brett surprend une conversation et pense que le collège va être vendu. Tout le monde se mobilise pour que le collège soit invendable. Pendant ce temps, Meredith veut fêter l'anniversaire de mariage de Jackie et Craig.
14. Deux escrocs dans la ville (Sticky Fingers) : Deux escrocs tentent d'arnaquer la famille de Brett en se faisant passer pour de riches investisseurs irlandais mais Hannah comprend vite qu'ils ne sont pas irlandais.
15. Coups de soleil (Sunburn) : Hannah vient en Australie pour étudier avant un examen mais tombe amoureuse d'un jeune homme qui lui propose des leçons de surfs. Après avoir découvert que celui-ci avait déjà une copine, elle passe toute la journée au soleil. Brett et Hannah doivent trouver une explication lorsqu'elle revient avec des coups de soleil.
16. Le Relookage (Tunnel Vision) : Tara surprend Hannah lors de ses escapades nocturnes, elle ignore cependant que cette dernière est partie en Australie par le passage mais en profite pour la faire chanter. Hannah et Brett cherche un moyen de tromper Tara...
17. La petite fugueuse (Dog Down Under) : Tara amène son chien "Pookie" au collège alors qu'il est interdit d'amener des animaux. Brett doit s'en occuper mais laisse la chienne traverser le passage, il doit donc la récupérer en Australie.
18. Joyeux anniversaire (Bottoms Up) : Cormac a créé un robot du nom de Q.T. et explique son but à Martin, pendant ce temps le robot traverse le passage et se retrouve en Australie après avoir suivi Hannah.
19. Opération « Grand-mère » (Granny Gambit) : Craig insiste pour que Wayne raccompagne Hannah chez elle mais cette dernière est supposée vivre en Australie, elle choisit donc une maison au hasard et se retrouve chez une vieille dame.
20. Le Soldat de plomb (Toy Soldier) : Il y a un incident dans le collège et les réparations sont hors de prix, après avoir trouvé un vieux coffre, Cormac cherche quels objets pourraient avoir de la valeur. Pendant ce temps, Brett offre un soldat de plomb à Wayne que Cormac identifie comme appartenant à une collection rare.
21. La Maison d'hôte (Hostel) : Mlle Murphy veut visiter la maison d'hôte où réside Brett pour y faire habiter sa mère. Hannah et Brett s'installent dans la maison de la tante de Cormac...
22. Le Prince de Roth (Book Launch) : Hannah accompagne Meredith à la soirée de lancement du livre "Le Prince de Roth" en ignorant que la soirée est diffusée dans le monde entier, y compris en Irlande...
23. L'Enquête (Born To Be Mild) : Martin, jaloux de Brett, vole la moto de Seamus mais, lorsqu'il a un accident, il fait accuser Brett du délit. Brett n'a pas d'autre choix que de rester en Australie jusqu'à ce que les soupçons soient portés sur quelqu'un d'autre.
24. La Course d'orientation (True North) : Une course d'orientation est organisée au collège O'Keefe comme chaque année, mais chaque fois que Brett emprunte le passage, les boussoles des élèves s'emballent et ils se perdent...
25. L'Héritier (Heir Today, Gone Tomorrow) : Hannah décide de découvrir le secret d'Aonghus O'Keefe à l'occasion du centième anniversaire de la fondation du collège, ses recherches la conduise en Australie...
26. Le Testament (The Precious Book) : à la suite de l'explosion de la chaudière du collège, Hannah et Brett découvrent un vieux livre dans lequel se trouvent les notes d'Aonghus O'Keefe mais le livre tombe dans l'eau. Cormac restaure le livre pendant que Hannah et Brett tentent de trouver une solution pour que le collège ne soit pas vendu. Cormac finit par découvrir le passage...

## Tournage
Le restaurant où vit Brett est en fait l'hôtel 3 étoiles Cottesloe Beach Hotel situé à Perth, sur la plage de Cottesloe sur la côte ouest de l'Australie,.
Le collège O'keefe est fictif, le bâtiment utilisé est en réalité le château de Hackett (en) à Galway. Les couloirs d'origine ont été transformés en couloir d'école.
Le tournage a commencé durant l'été en Australie et s'est terminé en Irlande. Lynn Styles a dû par conséquent protéger sa peau laiteuse du soleil à l'aide d'un parapluie durant son séjour de trois mois en Australie pour ne pas bronzer et pour ainsi éviter des faux-raccords entre les plans tournés à Perth puis à Galway.
Lynn Styles et Danielle Fox-Clarke sont amies dans la vraie vie. Elles ont toutes deux fait partie de la Ann Kavanagh's acting school de Dublin.